# کنگو (شامپانزه)

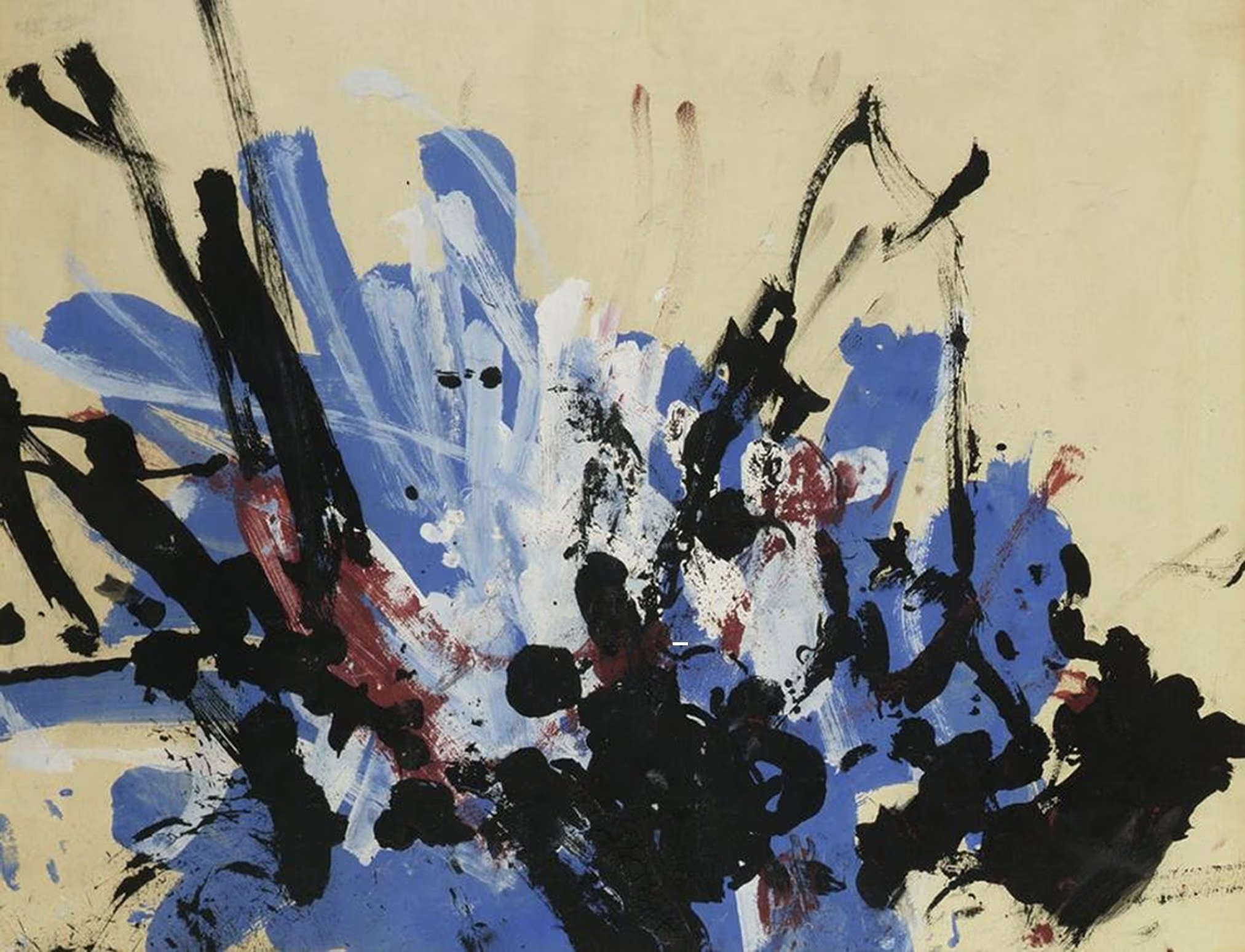
یک نقاشی از کنگو

کنگو (انگلیسی: Congo؛ ۱۹۵۴–۱۹۶۴) یک شامپانزه بود که ترسیم و نقاشی کردن را آموخت. جانورشناس، نویسنده و نقاش سورئالیست، دزموند موریس، نخستین بار توانایی‌های وی را وقتی مشاهده کرد که وقتی کنگو دو سال داشت، به وی یک کاغذ و مداد دادند. در سن چهار سالگی کنگو ۴۰۰ نقاشی و طراحی ترسیم کرده بود. سبک وی «امپرسیونیسم انتزاعی تغزلی» توصیف شده است.